# 埃爾雷托諾
埃爾雷托諾是哥倫比亞的城鎮，位於該國中南部，由瓜維亞雷省負責管轄，距離首都波哥大420公里，始建於1968年11月14日，面積11,682平方公里，海拔高度326米，2005年人口4,119，人口密度每平方公里0.35人。
2°19′50″N 72°37′40″W / 2.33056°N 72.6278°W